# مکس هاینله
مکس هاینله (آلمانی: Max Hainle؛ ۲۳ فوریه ۱۸۸۲ – ۱۹ آوریل ۱۹۶۱) یک شناگر و بازیکن واترپلو اهل آلمان بود.
از افتخارات وی میتوان به کسب مدال طلا ۲۰۰ متر تیمی در بازی‌های المپیک تابستانی ۱۹۰۰ اشاره کرد.